# Institut d’Astrophysique de Paris

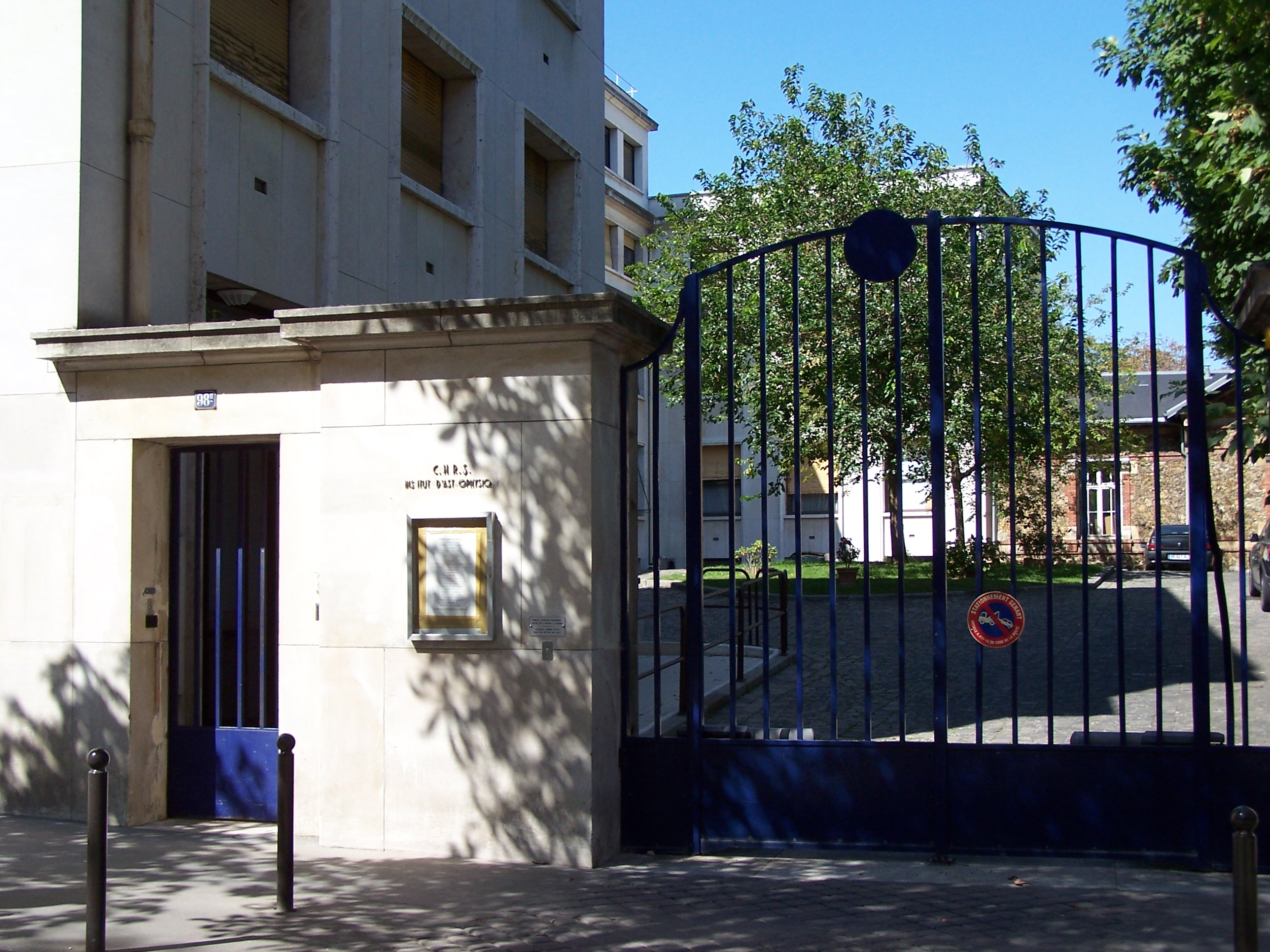
Eingang zum Hauptgebäude

Das  Institut d’Astrophysique de Paris (IAP) ist eine Forschungseinrichtung in Paris, die zur Sorbonne Université (bis 2017: Universität Pierre und Marie Curie) gehört und mit dem CNRS verbunden ist. Das Institut befindet sich im 14. Arrondissement von Paris, in der Nähe des Pariser Observatoriums, und wurde 1936 vom französischen Bildungsministerium unter Jean Zay gegründet.

## Geschichte
Die Gründung des IAP erfolgte mit dem Ziel, die Daten zu verarbeiten, die von dem zur gleichen Zeit errichteten Observatoire de Haute-Provence gesammelt wurden. Das Labor, das zunächst Laboratoire d'astrophysique genannt wurde, öffnete seine Türen am 15. Juni 1939. Henri Mineur war der erste Direktor. Seine Räumlichkeiten befanden sich zunächst in der Pariser Sternwarte, dann in denen der École normale supérieure de Paris, bevor sie ihren endgültigen Platz im heutigen Gebäude einnahmen, dessen Bau 1952 fertiggestellt wurde.
1946 begannen die Forschungen im Bereich der Solar Spectrophotometry (D. Chalonge, J.C. Pecker, R. Michard) und der Lichtstreuung (Gérard-Henri de Vaucouleurs). Die Geophysik wurde in Studien über das atmosphärische Ozon, die Polarlichter, das Zodiakallicht und den nächtlichen Himmel (D. Barbier, E. Vigroux) erforscht. Mechanische und optische Werkstätten sowie eine Einrichtung zur Aluminisierung von Spiegeln wurden eingerichtet, um neue Generationen von Beobachtungsinstrumenten zu entwickeln und die Analyseinstrumente zu verbessern. Gleichzeitig wurden auch Theorien über Sternatmosphären (V. Kourganoff ab 1945, J.C. Pecker ab 1946), Theorien über das Innere und die Entwicklung von Sternen (E. Schatzman und seine Schüler) aufgestellt. Die theoretische Astrophysik gewann im Laufe der Jahre allmählich an Bedeutung in der Forschung, und ihr Hauptziel war es, die Natur und die Entwicklung von Himmelskörpern zu verstehen. In der Nachkriegszeit kamen in der Astronomie Forschungsgebiete hinzu: Plasmaphysik, Strahlungstransfer, HII-Regionen, Laborastrophysik (Plasmabögen, Atomphysik) und die Physik der Planeten und Erdatmosphären.
Nach den Ereignissen vom Mai 1968 erfolgte eine Umstrukturierung durch die Gründung einer Abteilung für Astrophysik der Grundlagenforschung in Meudon, die von Evry Schatzman geleitet wurde. Die Laborarbeit wurde fortgesetzt, aber die Entwicklung von Instrumenten wurde nach und nach zurückgestellt, um sich auf die Nutzung von im Weltraum erhobenen Daten zu konzentrieren. Was die theoretische Arbeit anbelangt, so wurde der Untersuchung von Atmosphären und Umgebungen und später der Untersuchung der Milchstraße und von Galaxien im Allgemeinen mehr Aufmerksamkeit gewidmet.
Zwischen 1978 und 1989, wurden die Forschungsgebiete des IAP vollständig modernisiert: Nukleosynthese leichter Elemente, Physik des instellaren Mediums und Astroteilchen; die Geophysik wurde endgültig eingestellt. 1985 organisierten Jean Audouze und Daniel Kunth das erste der internationalen Symposien des IAP.
Im Jahr 1990 wurde Alain Omont Direktor des IAP. Er behielt die bisherigen Forschungsthemen bei, mit besonderem Schwerpunkt auf Kosmologie, extragalaktischer Astrophysik und Datenanalyse. Das IAP entwickelte sich zu einem internationalen Labor: 1991 erhielt das Institut den Status eines „Europäischen Labors“, und die internationale Zusammenarbeit vervielfachte sich. Die Beiträge zur Ausbildung wurden noch wichtiger, als das IAP das DEA-Programm der Universität Pierre und Marie Curie beherbergte.
1998 teilte sich das IAP in vier Forschungsgruppen auf (Kosmologie, Strukturen und Galaxien; Kosmologie und Nukleosynthese; Magnetismus und Transfer; interstellare und planetarische Medien, kompakte Objekte). Die Analyse der riesigen Datenmengen und die zu ihrer Auswertung erforderlichen numerischen Simulationen wurden durch die Schaffung einer technischen Plattform namens POLARIS (POLe Astrophysique de Recherche en traitement de l'Information et Simulation Numérique, zu Deutsch etwa: „Astrophysikalischer Forschungsteilbereich der Informationsverarbeitung und numerischen Simulation“) gefördert.
Ein Team von theoretischen Physikern der Abteilung für physikalische und mathematische Wissenschaften (SPM) des Centre national de la recherche scientifique schloss sich 2001 dem IAP an. Gemeinsam bildeten sie eine Forschungsgruppe mit dem Namen „GReCO“ (Gravitation und Kosmologie), die unter der Bezeichnung „Formation de recherche en evolution“ geführt wurde.

## Aktuelle Forschung
Das IAP beschäftigt 150 Forscher, Ingenieure, Techniker, Verwaltungsangestellte und Doktoranden und empfängt regelmäßig zahlreiche Praktikanten und Besucher aus dem Ausland.
Die Themen, die am Institut d'Astrophysique de Paris hauptsächlich untersucht werden, sind
- Allgemeine Relativitätstheorie und Kosmologie ;
- Durchmusterung und Strukturbildung (Astrophysik) ;
- Hochenergieastrophysik;
- Ursprung und Entwicklung von Galaxien ;
- extrasolare Planeten.

Das Labor befindet sich an der Schnittstelle zwischen den beiden Disziplinen Astrophysik und Theoretische Physik. Viele der Forschungsarbeiten des Labors basieren auf Daten, die von großen bodengebundenen astronomischen Observatorien stammen oder mithilfe von Weltraumteleskopen gesammelt wurden. Dazu zählen das La-Silla-Observatorium, das Very Large Telescope und das Canada-France-Hawaii Telescope sowie französische (Northern extended millimeter array) und spanische (IRAM 30m telescope) Standorte des Instituts für Radioastronomie im Millimeterbereich. Weltraumgestützte Observatorien wie das Hubble-Weltraumteleskop (HST), die Satelliten Planck, Herschel und Gaia werden bei den am IAP durchgeführten Forschungsprojekten in großem Umfang eingesetzt.
Das Labor beherbergt das Zentrum für die Verarbeitung der Daten der MegaCam-Kamera am Observatorium Kanada-Frankreich-Hawaii (Projekt TERAPIX) und das Zentrum für die Verarbeitung der Daten des High-Frequency-Instruments des Planck-Weltraumteleskops. Darüber hinaus befindet sich die Zentrale des Konsortiums zur Auswertung der Daten des Weltraumteleskops Euclid am IAP, welches dazu Mitglied im Data Processing & Analysis Consortium ist, das die wissenschaftlichen Daten der Gaia-Mission auswertet.
Des Weiteren ist das Institut am geplanten französisch-chinesischen Weltraumteleskop SVOM zur Beobachtung von Gammablitzen sowie deren Nachglühen im sichtbaren Licht und im Röntgenspektrum beteiligt.
Das Sekretariat der Internationalen Astronomischen Union (IAU) hat seinen Sitz am IAP.

## Bekannte Forscher

### Direktoren
(Quelle: )
- 1936–1954: Henri Mineur (1899–1954)
- 1954–1960: André Danjon (1890–1967)
- 1960–1971: André Lallemand (1904–1978)
- 1972–1977: Jean-Claude Pecker (1923–2020)
- 1978–1989: Jean Audouze (* 1940)
- 1990–1998: Alain Omont
- 1998–2004: Bernard Fort
- 2005–2013: Laurent Vigroux (* 1949)
- 2014–2020: Francis Bernardeau
- 2021–2023: François Bouchet (* 1955)
- 2024–heute: Patrick Peter (* 1966)

### Sonstige
- Daniel Barbier (1907–1965), französischer Astronom
- Gérard-Henri de Vaucouleurs (1918–1995), französisch-amerikanischer Astronom
- Margaret Burbidge (1919–2020), US-amerikanische Astrophysikerin britischer Herkunft
- Yannick Mellier (* 1958), französischer Astrophysiker
- Alessandra Buonanno (* 1968), italienisch-US-amerikanische Physikerin
- Jean-Philippe Uzan (* 1969), französischer Kosmologe und Astrophysiker

## Bibliothek
Das Institut verfügt seit dem Jahr seiner Gründung über eine derzeit nicht öffentliche Forschungsbibliothek mit einem Bestand von 22.000 Bänden, 42 laufenden Zeitschriften, 12 elektronischen Zeitschriften, 2.000 Dissertationen und 8.000 Manuskripten. Sie wird von Madeleine Roux-Merlin geleitet (Stand 2021).

## Fries der Kuppel des IAP

Fresko des Frieses der Kuppel

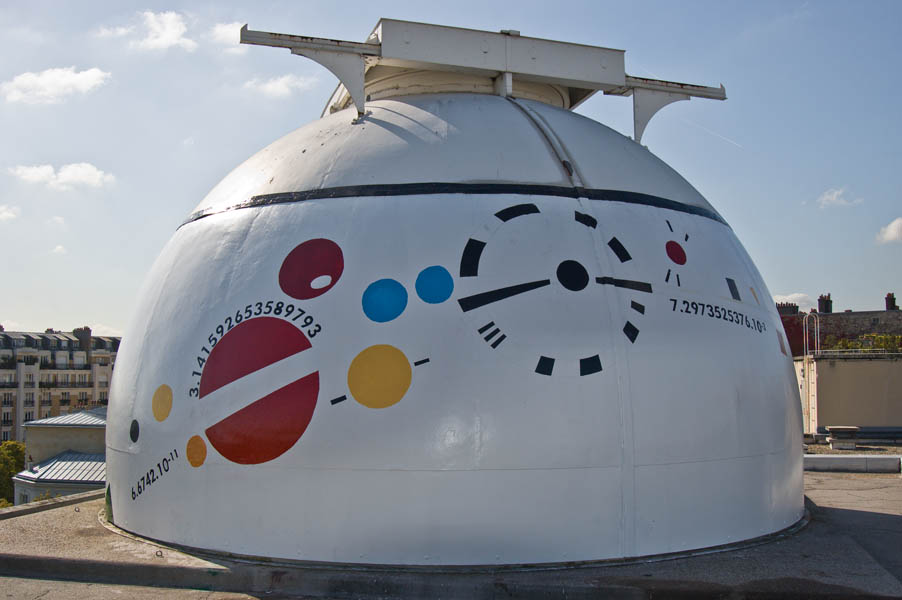
Kuppel des Institut d'Astrophysique de Paris

Der Fries, der die Kuppel des Instituts für Astrophysik in Paris schmückt, ist eine Hommage an das Streben nach Wissen. Er ist so aufgebaut, dass er von links nach rechts gelesen werden kann.
Ganz links befindet sich ein Mann, der im Gras liegt und träumt. Seine Gedanken (symbolisiert durch den immateriellen weißen Streifen) durchdringen die Materie, um Wissen zu erlangen. Die universelle Gravitationskonstante: {\displaystyle G=(6{,}674\,30\pm 0{,}000\,15)\cdot 10^{-11}\,\mathrm {\frac {m^{3}}{kg\cdot s^{2}}} } hat hier zwei Bedeutungen. Zunächst hebt sie die Fähigkeit des Menschen hervor, sich durch Gedanken von der Erdanziehung loszureißen. Sie weist aber auch auf den unvollkommenen Wissensstand des Menschen hin: G ist eine experimentell bestimmte Konstante, die im Vergleich zu anderen physikalischen Konstanten mit einer recht geringen Genauigkeit bekannt ist. Etwas weiter rechts ist die Kreiszahl Pi ({\displaystyle \pi =3{,}141\;592\;653\;589\;793\ldots }), eine der ersten Konstanten, die in der Wissenschaft und Technik bekannt waren und verwendet wurden, dargestellt. Es handelt sich um eine transzendente Zahl, ihr Wert kann also durch eine endliche Folge von Zahlen nur erahnt werden. Pi befindet sich um den Umkreis der Sonne, der wiederum von den Planeten des Sonnensystems umgeben ist.
In der Mitte befindet sich eine Uhr, die die beiden Teile des Frieses voneinander abgrenzt. Diese Uhr ist auch eine schematische Darstellung des Sonnensystems. Der zentrale Punkt ist die Sonne, während jeder Teil des Umrisses einen Planeten oder den Asteroidengürtel symbolisiert. Dies ist eine ungewöhnliche Darstellung, die die Fähigkeit des Menschen, abstrakte Symbole zu schaffen, hervorhebt. Hierbei stellt die Uhr anhand ihrer Zeiger einen Größenvergleich im Universum her. Dies wird durch die Feinstrukturkonstante ({\displaystyle \alpha \ =7{,}297\,352\,569\,3(11)\cdot 10^{-3}}), welche die Stärke der elektromagnetischen Wechselwirkung, die zusammen mit der Austauschwechselwirkung den Aufbau und die Eigenschaften von Atomen, Molekülen und Festkörpern bestimmt, und die schematische Darstellung eines Atoms symbolisiert.
Das menschliche Denken ist immer präsent und abstrahiert sich in der Form bis hin zur Linie. Die Linie kann mit dem Licht und seiner Universalität in Verbindung gebracht werden. Das Wissen hat sich vervollkommnet, wie der Wert der Lichtgeschwindigkeit im Vakuum ({\displaystyle c=299\,792\,458\ {\frac {\text{m}}{\text{s}}},}) zeigt, da diese die einzige Konstante ist, die mit absoluter Genauigkeit bekannt ist.
Schließlich bricht eine der Linien aus dem Zwang des Frieses aus, wie um zu signalisieren, dass die Abstraktion und das Streben des Menschen nach Wissen sich von allen Hindernissen befreien.
Drei Symbole ganz rechts sind die Signaturen der Autoren.